# Neuhofen an der Krems
Neuhofen an der Krems är en köpingskommun i distriktet Linz-Land i förbundslandet Oberösterreich i norra Österrike. Kommunen har 6 845 invånare (2024).

## Kommundelar
Kommunen består av nio delar (Ortsteile): Dambach, Fischen, Freiling, Gries, Guglberg, Julianaberg, Lining, Neuhofen och Weißenberg.